# Joceline Percy, 11. Earl of Northumberland

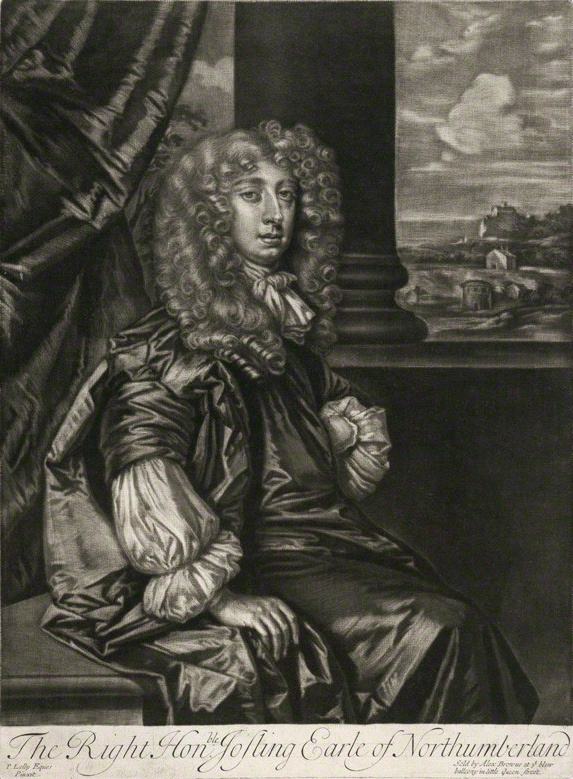
Joceline Percy. Nach einem Gemälde von Peter Lely

Joceline (auch Josceline) Percy, 11. Earl of Northumberland (* 4. Juli 1644; † 31. Mai 1670 in Turin) war ein englischer Peer.
Er war der einzige Sohn von Algernon Percy, 10. Earl of Northumberland und dessen zweiter Frau Elizabeth Howard. Gemäß dem Beispiel seines eigenen Vaters, des 9. Earls, übernahm sein Vater selbst einen Teil der Erziehung seines Sohnes. Joceline reiste als Jugendlicher nach Italien und kehrte 1658 nach England zurück. Bei der Krönung Karls II. am 23. April 1661 diente er als Page. Am 4. November 1661 wurde er Mitglied des Inner Temple. Er war ab 1660 Lord Lieutenant von Northumberland und ab 1668 von Sussex.
Am 23. Dezember 1663 heiratete er Elizabeth Wriothesley, die dritte Tochter von Thomas Wriothesley, 4. Earl of Southampton. Beim Tod seines Vaters 1668 erbte er dessen Titel und Ländereien. 1670 reiste er mit seiner Frau, seiner dreijährigen Tochter und seinem Leibarzt John Locke erneut nach Italien. Seine schwangere Ehefrau ließ er krank in Paris zurück, er selbst reiste weiter nach Turin, wo er am 21. Mai 1670 starb. Einige Wochen später erlitt seine Frau eine Totgeburt.
Mit seinem frühzeitigen Tod erlosch die direkte Linie des Hauses Percy sowie die Titel Earl of Northumberland und Baron Percy. Seine dreijährige Tochter Elizabeth war die alleinige Erbin seiner umfangreichen Besitzungen, seine Witwe heiratete am 24. August 1673 in zweiter Ehe Ralph Montagu, 1. Duke of Montagu.